# Louise Hippolyte, Prințesă de Monaco
Louise Hippolyte (n. 10 noiembrie 1697, Monaco-Ville⁠(d), Commune of Monaco⁠(d), Monaco – d. 29 decembrie 1731, Monaco) a fost singura Prințesă de Monaco care a domnit. Este strămoașa actualei familii princiare de Monaco.

## Biografie
Născută la Monaco, ea a fost a doua fiică a lui Antonio I de Monaco și a Marie de Lorraine. Al doilea copil din cei șase ai prinților ei, ea a fost copilul cel mare care a atins vârsta adultă. A avut o soră mai mare, Caterina Charlotte (1691-1696) și patru surori mai mici: Elisabetta Charlotte (1698-1702), Margherita Camilla (1700–1758), Maria Devota (1702-1703) și Maria Paolina Theresa Devota Grimaldi (1708–1726).  
Pentru că nu a avut frați, Louise Hippolyte a devenit moștenitoare a tronului din Monaco. Tatăl ei a decis, cu permisiunea regelui Ludovic al XIV-lea al Franței, că viitorul ei soț își va asuma numele de Grimaldi li va conduce Monaco împreună cu ea.
La 20 octombrie 1715, la vârsta de 18 ani, ea s-a căsătorit cu Jacques François Goyon, Conte de Matignon după ce familia i l-a propus drept candidat. 
Mariajul nu a fost unul fericit. Jacques a preferat să stea mai mult la Versailles decât la Monaco, unde a avut câteva metrese. După decesul lui Antonio I de Monaco, Louise Hippolyte a călătorit de la Paris la Monaco la 4 aprilie 1731 și a fost primită de o mulțime populară entuziastă.
La sfârșitul anului 1731, Louise Hippolyte a murit de varicelă. Jacques I și-a neglijat afacerile de stat și, sub presiunea populației a trebuit să părăsească țara în mai 1732. El a abdicat în favoarea fiului său Honoré anul următor.